# Volvo V70
Der Volvo V70 ist ein Kombi-Pkw des Herstellers Volvo. Die erste Generation wurde Ende 1996 auf den Markt gebracht. Im Frühjahr 2000 wurde sie durch die zweite Generation abgelöst. Ab Sommer 2007 wurde die dritte Generation verkauft, deren Produktion im Frühjahr 2016 endete.
Die Limousine der 1. Generation war unter dem Namen Volvo S70 erhältlich, ab der zweiten Generation wurde sie als Volvo S60 vermarktet. Des Weiteren gab es unter der Bezeichnung Cross Country eine SUV-Version des Kombis mit höher gelegter Karosserie und Allradantrieb sowie unlackierten Kunststoff-Protektoren an den Seiten, ab der zweiten Generation auch an den Radläufen. Bis zur Modellpflege der zweiten Generation hieß diese Version V 70 XC, danach XC 70.

## V70 (Typ L, P80, 1996–2000)
Der Volvo 850 war ein solcher Erfolg, dass er im November 1996 im Rahmen der Umbenennung und der Modellpflege zum V70 äußerlich nur behutsam verändert wurde. Die Frontpartie des Wagens wurde etwas abgerundet, die Stoßleisten, Stoßstangen und Türgriffe ganzflächig lackiert, und hinten wurden weiße Blinkergläser eingesetzt. Der Innenraum wurde überarbeitet, das Armaturenbrett wurde beispielsweise in etwas weniger kantiger Form neu gestaltet. Insgesamt gab es über 1800 Änderungen. Bei den Motoren gab es zunächst keine wesentlichen Änderungen, alle in den letzten beiden Baujahren des 850 verfügbaren Fünfzylindermotoren wurden übernommen.
Die Serienausstattung des V70 wurde gegenüber dem 850 verbessert. So waren elektrisch verstellbare und beheizte Außenspiegel, Zentralverriegelung mit Funkfernbedienung, elektrische Fensterheber sowie vier Airbags und Gurtstraffer für die Vordersitze immer Standard.
Für das Modelljahr 1999 gab es eine weitere Modellpflege. Zusammen mit kleineren Anpassungen wie einem neuen Volvo-Logo für den Kühlergrill und einer geänderten Dachreling wurde vor allem die Technik modernisiert. Alle Ottomotoren wurden auf elektronische Drosselklappen umgerüstet und erfüllten nun die Euro-3-Norm. Die 4-Stufen-Automatikgetriebe erhielten eine adaptive Schaltlogik, die Antischlupfregelung wurde in STC umbenannt und verbessert. Das Antiblockiersystem wurde auf vier Kanäle erweitert. Zusätzlich führte Volvo sein WHIPS genanntes Schleudertraumaschutzsystem und größere Seitenairbags ein. Diese schützten jetzt auch den Kopf des Fahrers und des Beifahrers.
Für das Jahr 2000 wurde für die Ottomotoren ohne Turbolader ein 5-Stufen-Automatikgetriebe mit adaptiver Schaltlogik neu angeboten. Die Ottomotoren mit 10 Ventilen wurden durch gedrosselte 20-Ventil-Varianten ersetzt.
Mit dem V70 konnte Volvo an den Erfolg des 850 anknüpfen, insgesamt wurden 373.689 V70 produziert.

### Modelle

#### V70
Der Volvo V70 wurde in einer Vielzahl von Varianten und Sondermodellen ausgeliefert.
So gab es eine als V70 AWD bezeichnete Allrad-Version, die wie der V70 XC nur mit dem 142 kW (193 PS) starken turbogeladenen 2,4-l-Ottomotor ausgeliefert wurde. Das Model V70 TDI wurde mit einem vom Audi A6 übernommenen Turbo-Dieselmotor angeboten.
Die V70-Bi-Fuel-Variante mit einem 95-Liter-Tank für komprimiertes Erdgas (CNG) wurde Ende 1997 eingeführt. Laut Volvo sollte man 250 km nur auf Gas fahren können, ohne während des Gasbetriebs Leistungseinbußen hinnehmen zu müssen. Ein Wechsel zwischen Benzin- und Gasbetrieb war während der Fahrt per Knopfdruck möglich. Durch den großen Erdgastank verringerte sich allerdings der verfügbare Kofferraum um etwa die Hälfte, außerdem wurde die Kühlwassertemperaturanzeige durch eine Füllstandsanzeige für den CNG-Tank ersetzt.
Zahlreiche andere Ausstattungsmerkmale, wie Bordcomputer oder eine dritte Sitzreihe, waren ebenfalls nicht für Bi-Fuel-Modelle erhältlich.

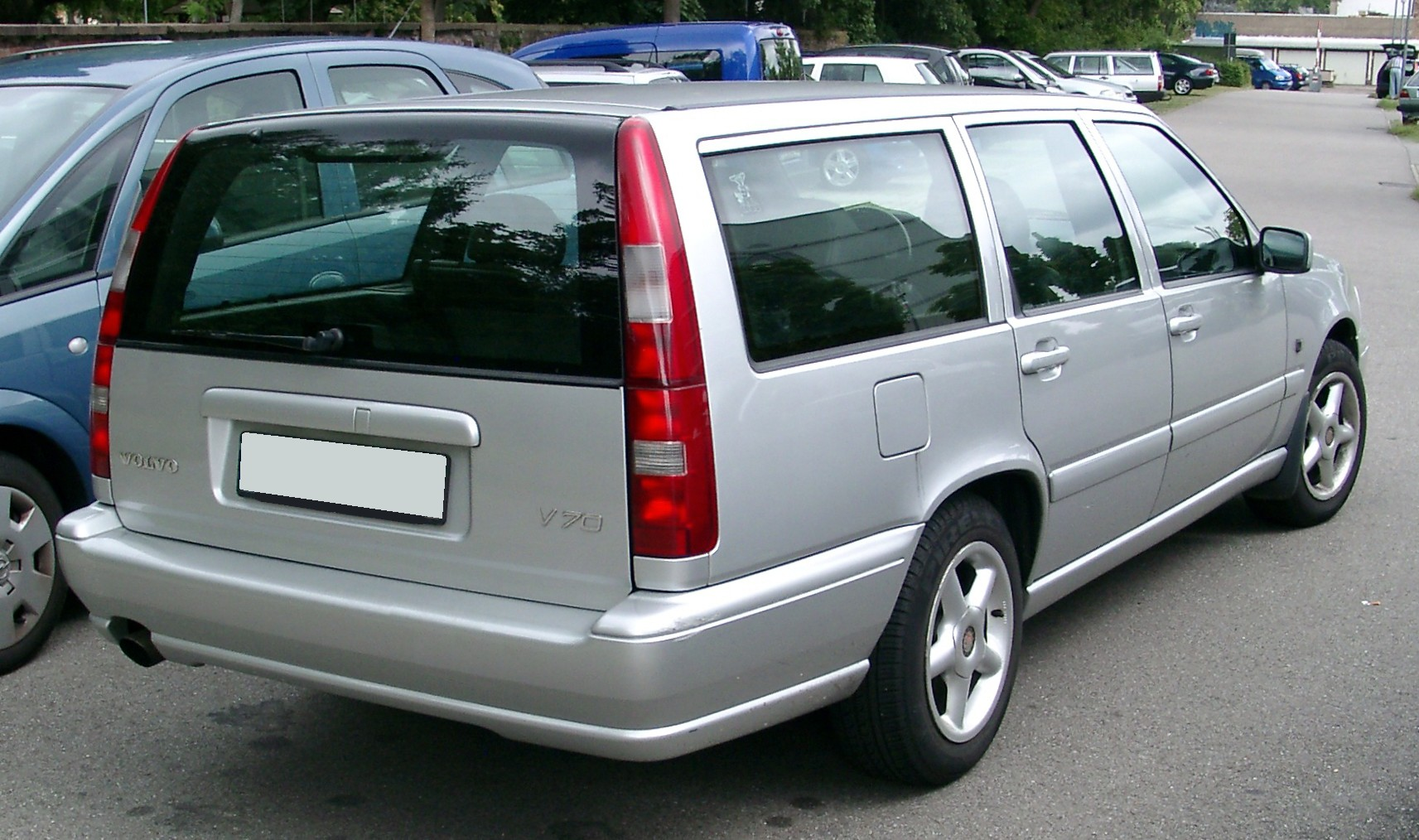
Heckansicht

#### V70 XC
Der V70 XC (für Cross Country) war eine allradgetriebene Variante, die Fahrer mit Offroad-Ambitionen ansprechen sollte. Er wurde im September 1997 eingeführt und für das Modelljahr 1998 angeboten. Äußerlich hob sich der V70 XC mit grob gerastertem Kühlergrill, teillackierten Stoßstangen und einer eckigen Dachreling sowie wahlweise einer Zweifarbenlackierung von anderen Modellen ab. Die Innenausstattung wurde für den XC mit besonders dicken Fußmatten und strapazierfähigen Teilledersitzbezügen aufgewertet, optional war auch Vollleder bestellbar. Technische Unterschiede waren ein hochgelegtes Fahrwerk mit automatischer Niveauregulierung an der Hinterachse und der serienmäßige Allradantrieb mit Antischlupfregelung für die Vorder- und Sperrdifferential für die Hinterachse.
Den V70 XC gab es mit 4-Stufen-Automatik oder 5-Gang-Schaltgetriebe und dem 2,4-l-Fünfzylinder-Turbo-Ottomotor mit 142 kW (193 PS), in Ländern mit progressiver Hubraumsteuer wurde eine Version mit zwei Litern Hubraum angeboten.

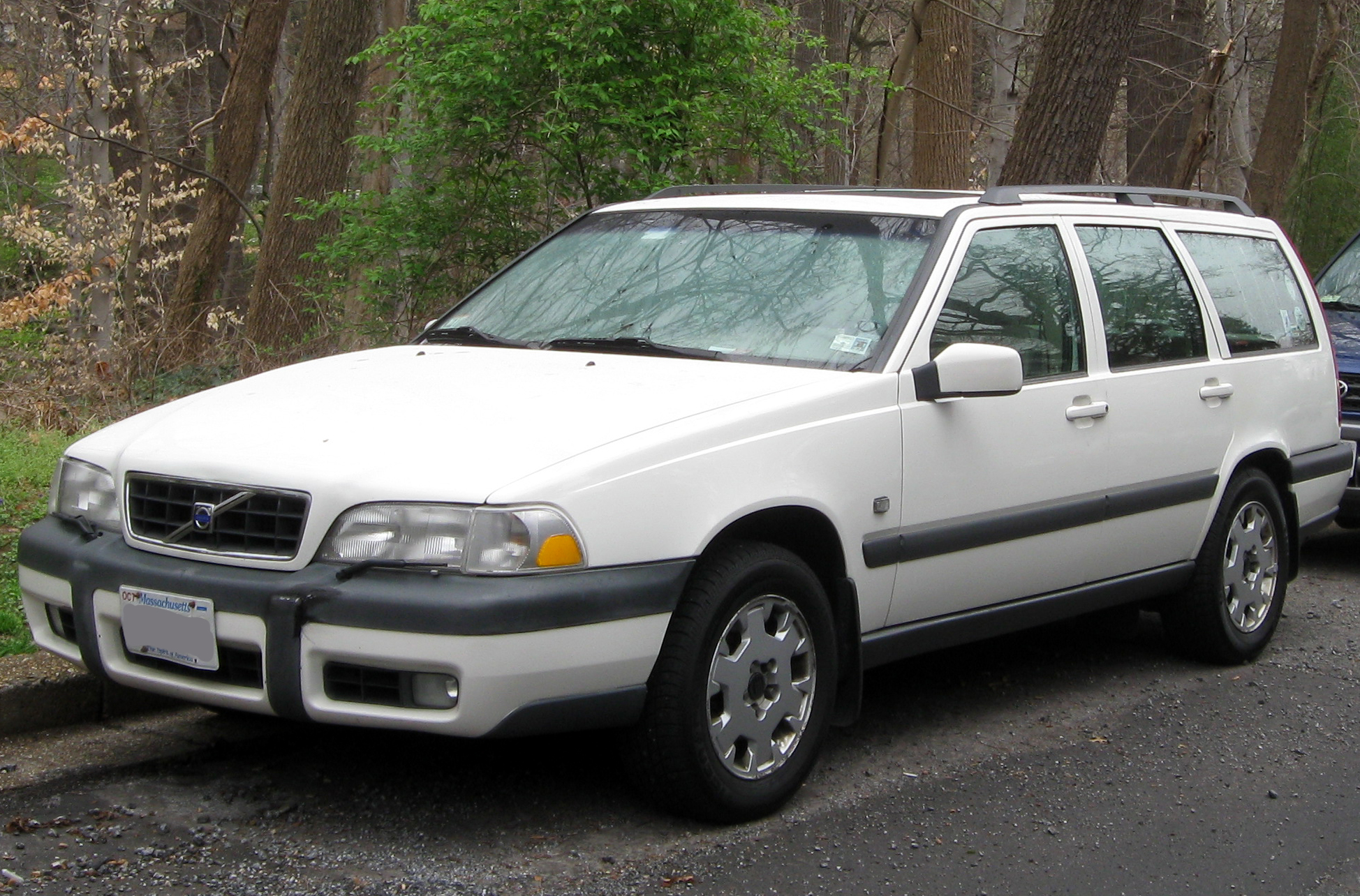
Volvo V70 Cross Country (1997–2000)
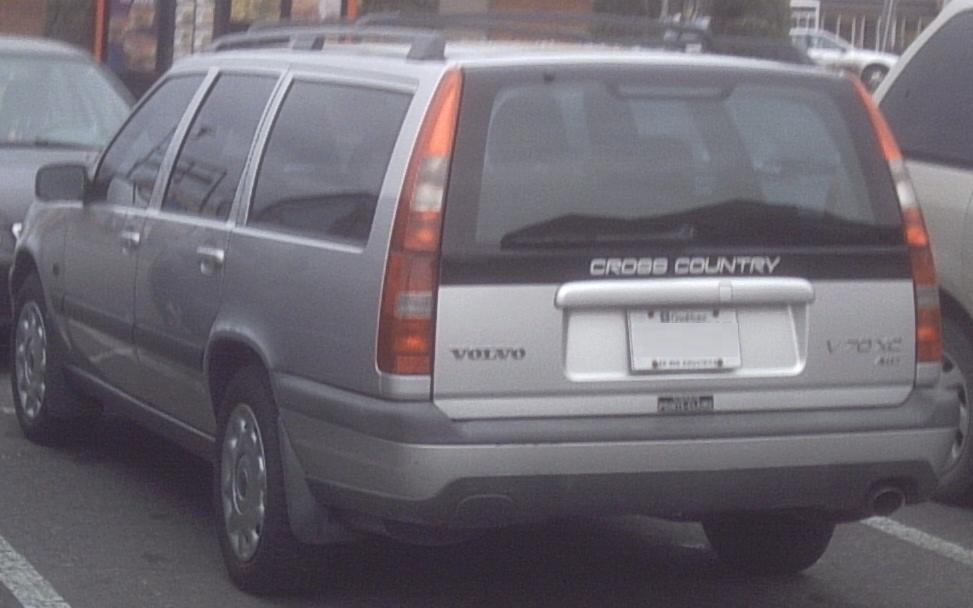
Volvo V70 Cross Country Heckansicht (US)

#### V70 R / V70 R AWD
Der V70 R war eine besonders sportliche Variante, die im Mai 1997 vorgestellt wurde. Die R-Modelle dieser Generation gab es mit Frontantrieb (in Verbindung mit Differentialsperre) oder mit Allradantrieb sowie mit Automatikgetriebe oder mit Handschaltung. Er unterscheidet sich von den anderen V70-Modellvarianten durch eine leicht geänderte Frontschürze, blaue Zifferblätter, eine exklusive Innenausstattung mit gesteppten Leder-Alcantara-Sitzbezügen und Aluminium- oder dunklem Wurzelholzdekor. Außerdem gab es exklusive Farbtöne und Räder, die nur für den V70 R erhältlich waren.
Der Motor des V70 R ist ein 2,3-Liter-Fünfzylinder-Reihenmotor mit Hochdruckturboaufladung sowie Ladeluftkühler und leistet 184 kW (250 PS) bei handgeschalteten Fahrzeugen oder 176 kW (240 PS) bei Fahrzeugen mit Automatikgetriebe. Frontantrieb und Handschaltung waren ausschließlich im Modelljahr 1998 erhältlich.
Ab Modelljahr 1999 wurde ausschließlich eine Kombination aus Allradantrieb und 4-Stufen-Automatikgetriebe angeboten. Die Leistung wurde auf 184 kW (250 PS) gesteigert, alle Fahrzeuge wurden als V70R AWD ausgeliefert.

Für das Modelljahr 2000 wurde eine nochmals überarbeitete Variante des R aufgelegt. Dieses Modell war ausschließlich mit Allradantrieb und einer 5-Stufen-Automatik erhältlich. Der Fünfzylinder-Reihenmotor hatte 2,4 l Hubraum, Hochdruckturboaufladung mit Ladeluftkühler und leistet 195 kW (265 PS). In Deutschland wurden von diesem Modell nur etwa 400 Exemplare verkauft.

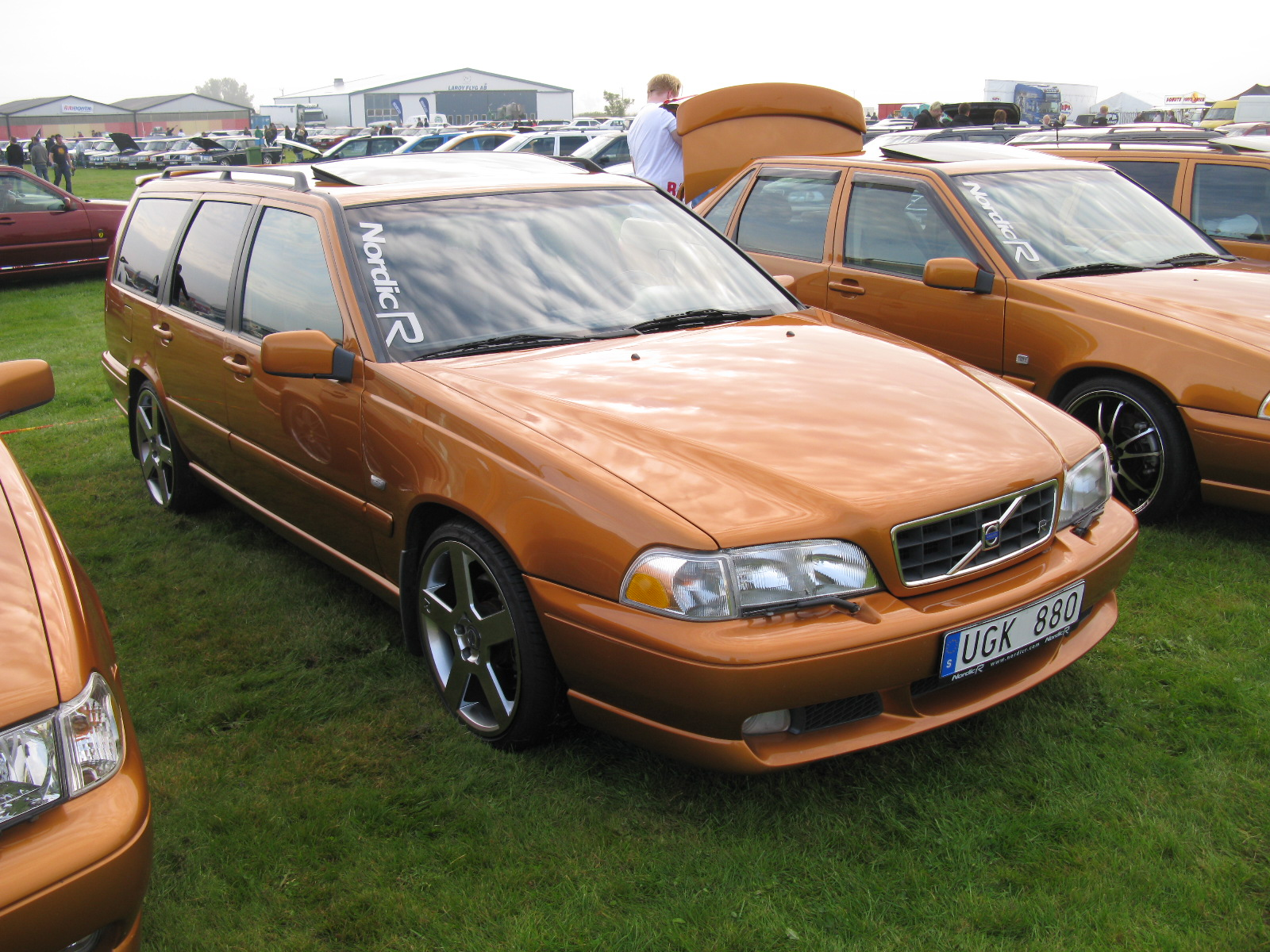
Volvo V70 R (SE)
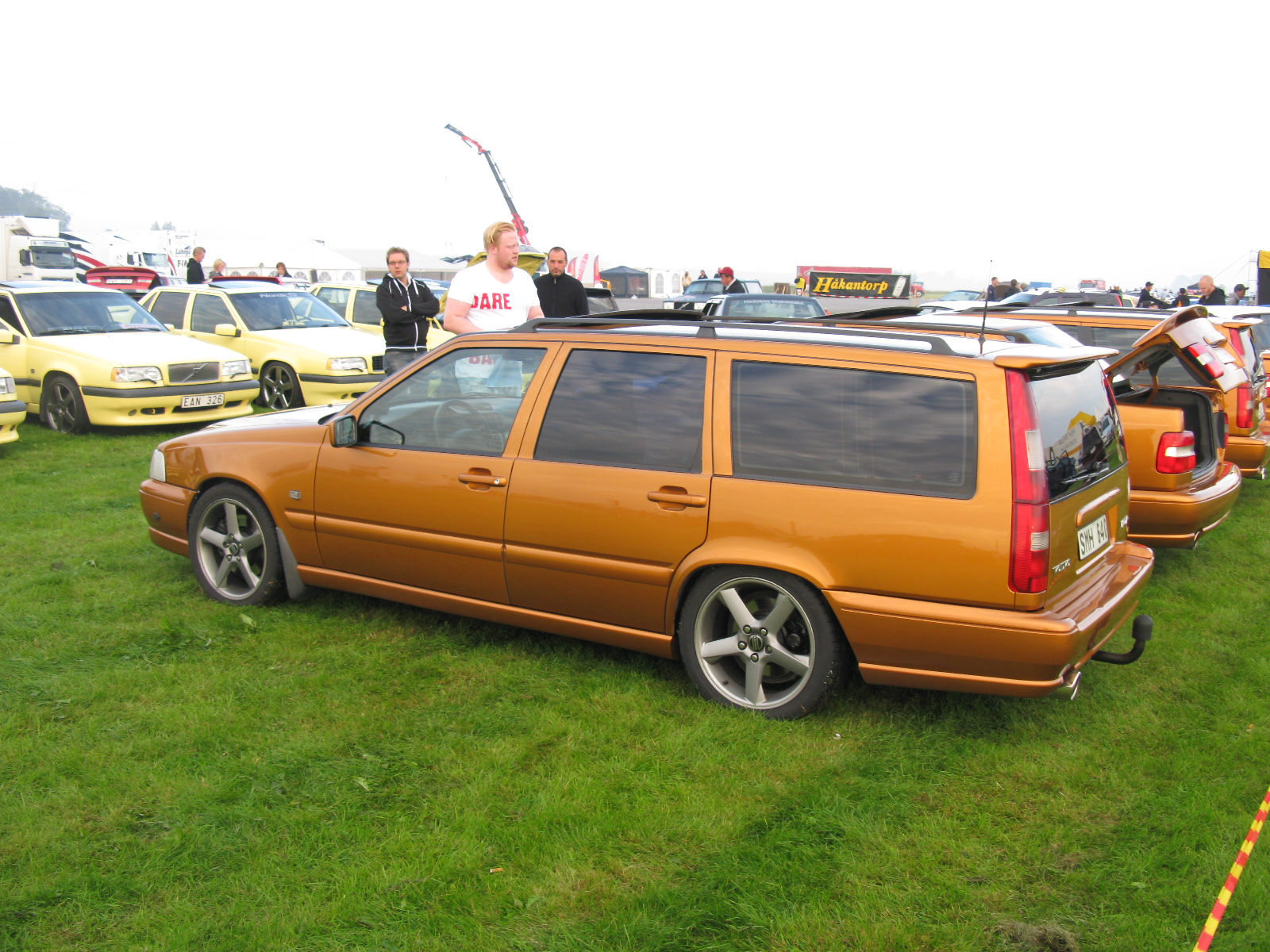
Heckansicht
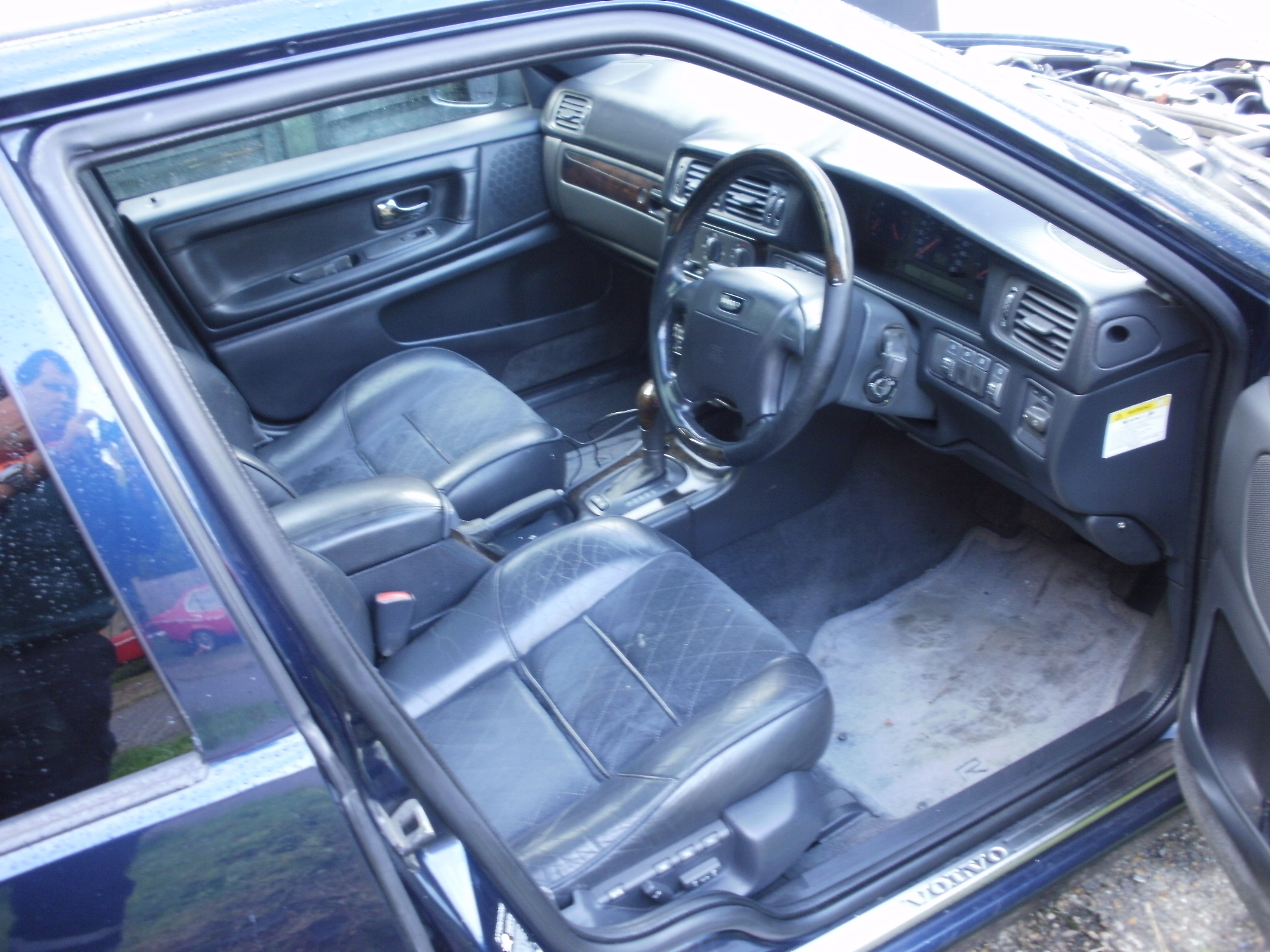
Innenraum (UK)

### Motoren
| Modell        | Motor- kennbuchstabe | Hubraum  | Zylinder | Leistung                                                              | Drehmoment                                           | Getriebe                             | Bauzeit         | Bemerkung                                                                   |
| ------------- | -------------------- | -------- | -------- | --------------------------------------------------------------------- | ---------------------------------------------------- | ------------------------------------ | --------------- | --------------------------------------------------------------------------- |
| Ottomotoren   |                      |          |          |                                                                       |                                                      |                                      |                 |                                                                             |
| 2.0           | B5202S, B5202FS      | 1984 cm³ | R5       | 93 kW (126 PS) bei 6250/min                                           | 170 Nm bei 4800/min                                  | 5-Gang-Handschaltung / 4-Gang-Autom. | 11/1996–03/2000 |                                                                             |
| 2.0T(1)       | B5204T2              | 1984 cm³ | R5       | 132 kW (180 PS) bei 5700/min                                          | 220 Nm bei 2100–5400/min                             | 5-Gang-Handschaltung / 4-Gang-Autom. | 11/1996–09/1998 | mit Turbolader                                                              |
| T5 2.0(1)     | B5204T3              | 1984 cm³ | R5       | 166 kW (226 PS) bei 5700/min                                          | 310 Nm bei 2700–5100/min                             | 5-Gang-Handschaltung / 4-Gang-Autom. | 04/1997–09/1998 | mit Turbolader                                                              |
| T5 2.3        | B5234T3              | 2319 cm³ | R5       | 177 kW (240 PS) bei 5100/min                                          | 330 Nm bei 2700–5100/min                             | 5-Gang-Handschaltung / 4-Gang-Autom. | 11/1996–03/2000 | mit Turbolader                                                              |
| R (Aut.) AWD  | B5234T6              | 2319 cm³ | R5       | 176 kW (239 PS) bei 5600/min                                          | 310 Nm bei 2400–5400/min                             | 4-Gang-Automatikgetriebe             | 04/1997–09/1998 | mit Turbolader, AWD                                                         |
| R (Aut.)      | B5234T3              | 2319 cm³ | R5       | 176 kW (239 PS) bei 5600/min                                          | 330 Nm bei 2400–5000/min                             | 4-Gang-Automatikgetriebe             | 04/1997–09/1998 | mit Turbolader                                                              |
| R (AWD)       | B5234T4              | 2319 cm³ | R5       | 184 kW (250 PS) bei 6000/min                                          | 350 Nm bei 2400–5000/min                             | 5-Gang-Handschaltung                 | 09/1998–03/2000 | mit Turbolader, auch mit AWD                                                |
| R (Aut.) AWD  | B5234T8              | 2319 cm³ | R5       | 184 kW (250 PS) bei 5700/min                                          | 310 Nm bei 2700–5100/min                             | 4-Gang-Automatikgetriebe             | 02/1999–03/2000 | mit Turbolader, mit AWD                                                     |
| 2.4 20V       | B5244S2              | 2435 cm² | R5       | 103 kW (140 PS) bei 5700/min                                          | 220 Nm bei 3750/min                                  | 5-Gang-Handschaltung / 4-Gang-Autom. | 06/1999–05/2000 | elektronische Drosselklappe, Euro 3, gedrosselte Variante des 125-kW-Motors |
| 2.4 20V       | B5244S               | 2435 cm² | R5       | 125 kW (170 PS) bei 5700/min                                          | 230 Nm bei 4800/min                                  | 5-Gang-Handschaltung / 4-Gang-Autom. | 03/1999–03/2000 | elektronische Drosselklappe, Euro 3                                         |
| 2.4T (AWD)    | B5244T               | 2435 cm² | R5       | 142 kW (193 PS) bei 5100/min                                          | 270 Nm bei 1600–5000/min                             | 5-Gang-Handschaltung / 4-Gang-Autom. | 1999–2000       | mit Turbolader, auch mit AWD                                                |
| 2.5 10V       | B5252FS              | 2435 cm² | R5       | 106 kW (144 PS) bei 5400/min                                          | 206 Nm bei 3300/min                                  | 5-Gang-Handschaltung / 4-Gang-Autom. | 11/1996–03/1999 |                                                                             |
| 2.5 20V       | B5254S               | 2435 cm² | R5       | 121 kW (165 PS) bei 6100/min                                          | 220 Nm bei 4700/min                                  | 5-Gang-Handschaltung / 4-Gang-Autom. | 06/1998–05/1999 |                                                                             |
| 2.5 20V       | B5254FS              | 2435 cm² | R5       | 125 kW (170 PS) bei 6100/min                                          | 220 Nm bei 4700/min                                  | 5-Gang-Handschaltung / 4-Gang-Autom. | 11/1996–10/1998 |                                                                             |
| 2.5T (AWD)    | B5254T               | 2435 cm² | R5       | 142 kW (193 PS) bei 5100/min                                          | 270 Nm bei 1800–5100/min                             | 5-Gang-Handschaltung / 4-Gang-Autom. | 01/1997–12/1999 | mit Turbolader, auch mit AWD                                                |
| R AWD         | B5244T2              | 2435 cm² | R5       | 195 kW (265 PS) bei 5700/min                                          | 350 Nm bei 2400–5100/min                             | 5-Gang-Automatikgetriebe             | 05/1999–03/2000 | mit Turbolader und AWD                                                      |
| Dieselmotoren |                      |          |          |                                                                       |                                                      |                                      |                 |                                                                             |
| 2.5 TDI       | D5252T               | 2461 cm³ | R5       | 103 kW (140 PS) bei 4000/min                                          | 290 Nm bei 1900/min                                  | 5-Gang-Handschaltung / 4-Gang-Autom. | 11/1996–03/2000 | Turbodiesel vom Audi A6                                                     |
| Bi-Fuel       |                      |          |          |                                                                       |                                                      |                                      |                 |                                                                             |
| 2.4 Bi-Fuel   | GB5252S              | 2435 cm³ | R5       | Benzin: 106 kW (144 PS) bei 5400/min Gas: 90 kW (122 PS) bei 4500/min | 206 Nm bei 3600/min Gas: 180 Nm bei 3600/min         | 4-Gang-Automatikgetriebe             | 10/1997–07/1999 | Benzin / CNG                                                                |
| 2.4 Bi-Fuel   | B5244SG              | 2435 cm³ | R5       | 103 kW (140 PS) bei 5800/min                                          | Benzin: 220 Nm bei 3750/min Gas: 192 Nm bei 4500/min | 4-Gang-Automatikgetriebe             | 08/1999–03/2000 | Benzin / CNG                                                                |

(1) Nur für den italienischen Markt

## V70 (Typ S, P26, 2000–2007)
Im Frühjahr 2000 kam die zweite Generation des V70 auf den Markt. Die Geschwister des Wagens sind die etwas kleinere Limousine S60 und der größere S80.
Dieses Modell entstand noch vor der Übernahme von Volvo durch Ford. Markantes Designdetail waren die „Schultern“, die wie beim S60 durch eine tiefe Sicke unterhalb der Fenster entstanden. Dies ist eine Anknüpfung an Designelemente der Volvo-240-/260-Baureihe, die alle diese „Schulter“ hatten. Die Baureihe 140 besaß dieses Designelement bereits in der Mitte der 1960er-Jahre.
Verfügbar waren ausschließlich Reihenfünfzylinder-Ottomotoren als Saugmotor oder Turbo, Dieselmotoren sowie eine bivalente Benzin-/Erdgas-Version unter der Bezeichnung Bi-Fuel. Die Motorleistung reicht von 93 kW (126 PS) beim 2.4D bis hin zu 220 kW (300 PS) im R-Modell. Der V70 ist ein frontgetriebenes Fahrzeug, jedoch sind einige Motorvarianten mit Allradantrieb (AWD) erhältlich.
Die Bifuel-Version wurde im FIA EcoTest 2006 (durchgeführt vom ADAC) zusammen mit dem Toyota Prius zum umweltfreundlichsten Auto des Jahres gekürt.
- Heckansicht
- Innenraum

Im Mai 2004 gab es eine leichte Modellpflege. Die Front bekam einen verlängerten Kühlergrill und die neuen Ausstattungslinien (Kinetic, Momentum, Summum) hatten außen je nach Version mehr Lack und Chrom. Mit dem neuen hochwertigen Leder (Sovereign) und der Möglichkeit, das Fahrzeug mit dem Volvo Inscription Program zu individualisieren, versucht Volvo, den deutlich gestiegenen Erwartungen seiner Kunden zu entsprechen.

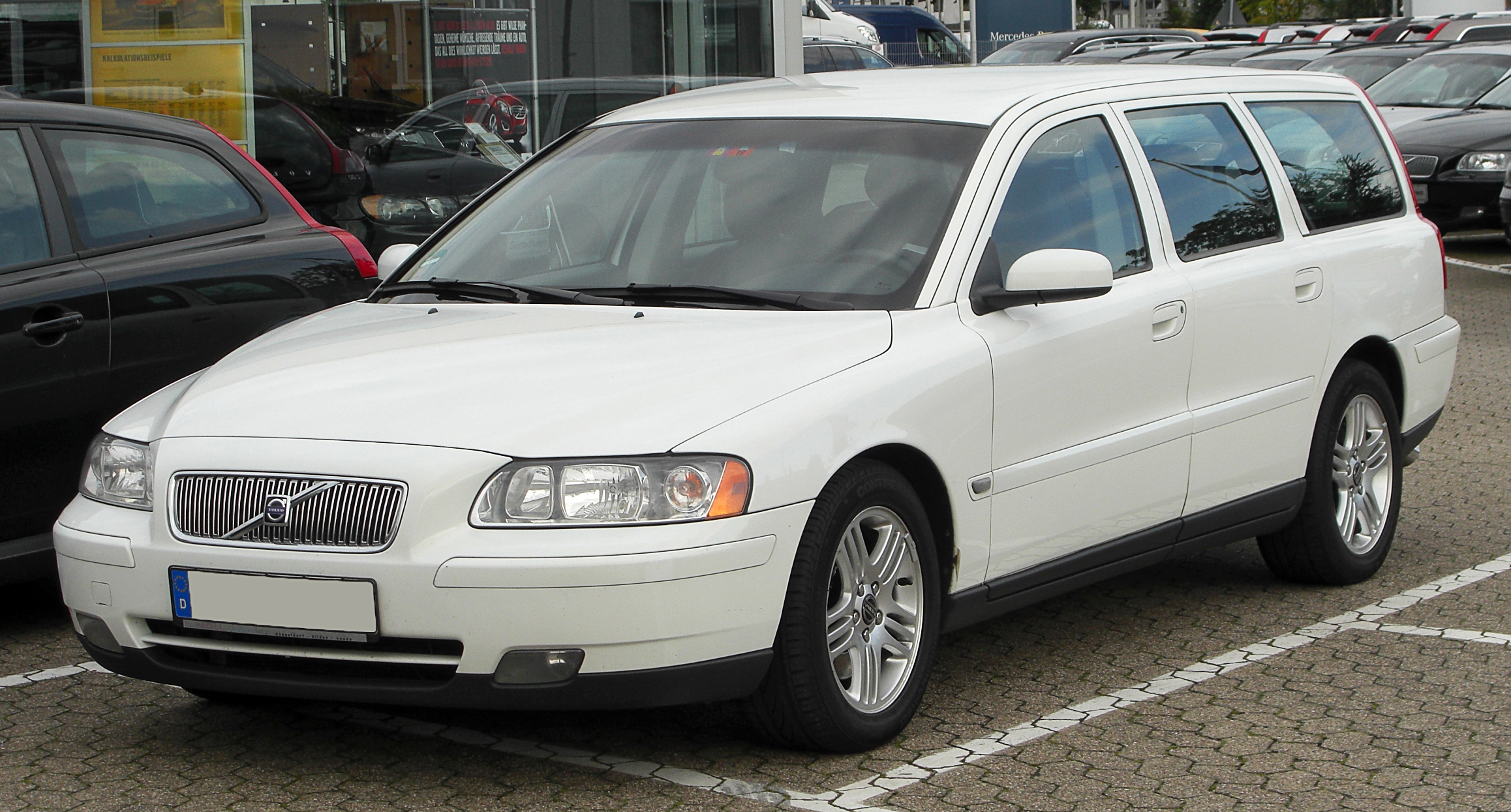
Volvo V70 (2004–2007)

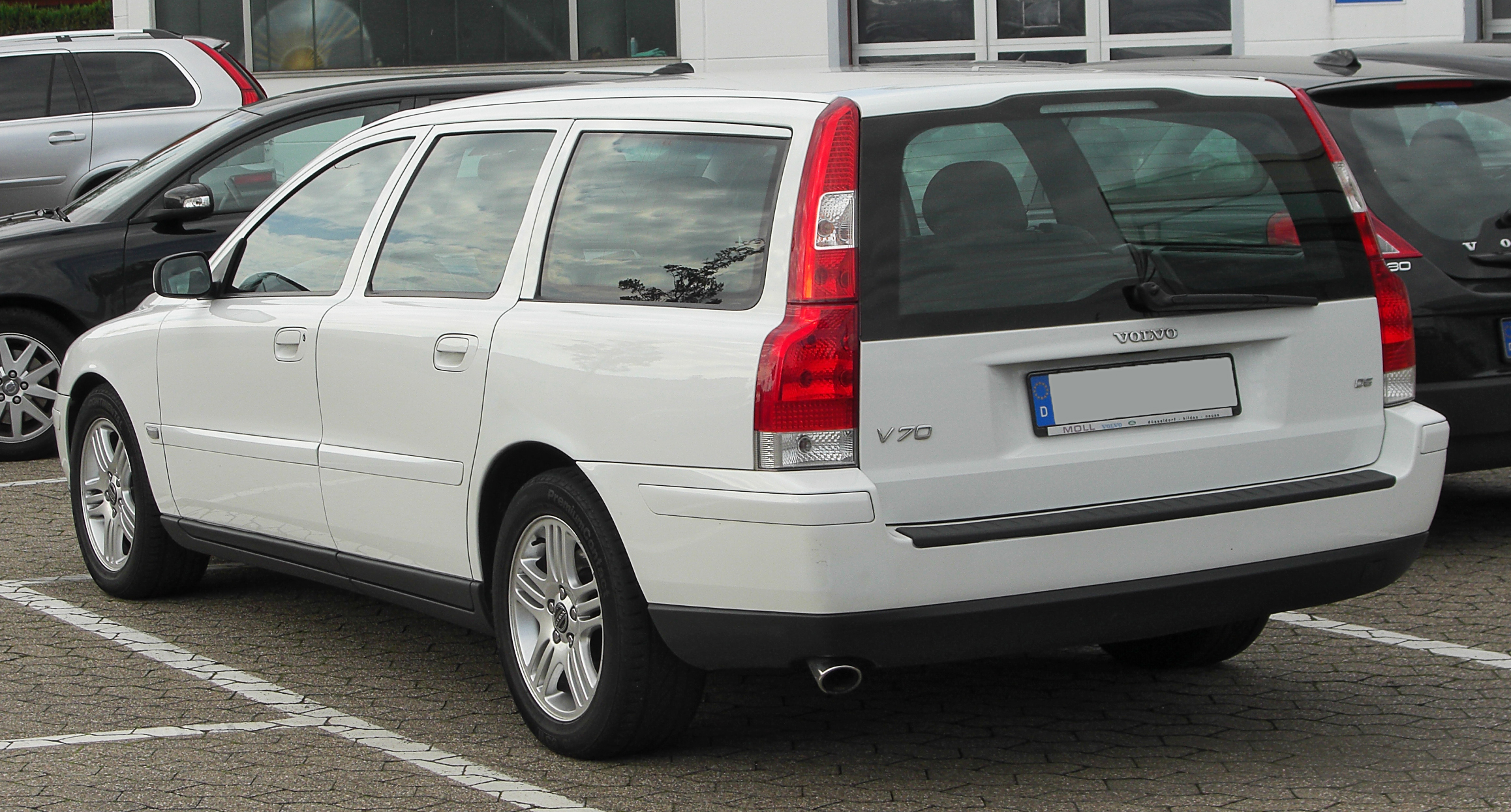
Heckansicht
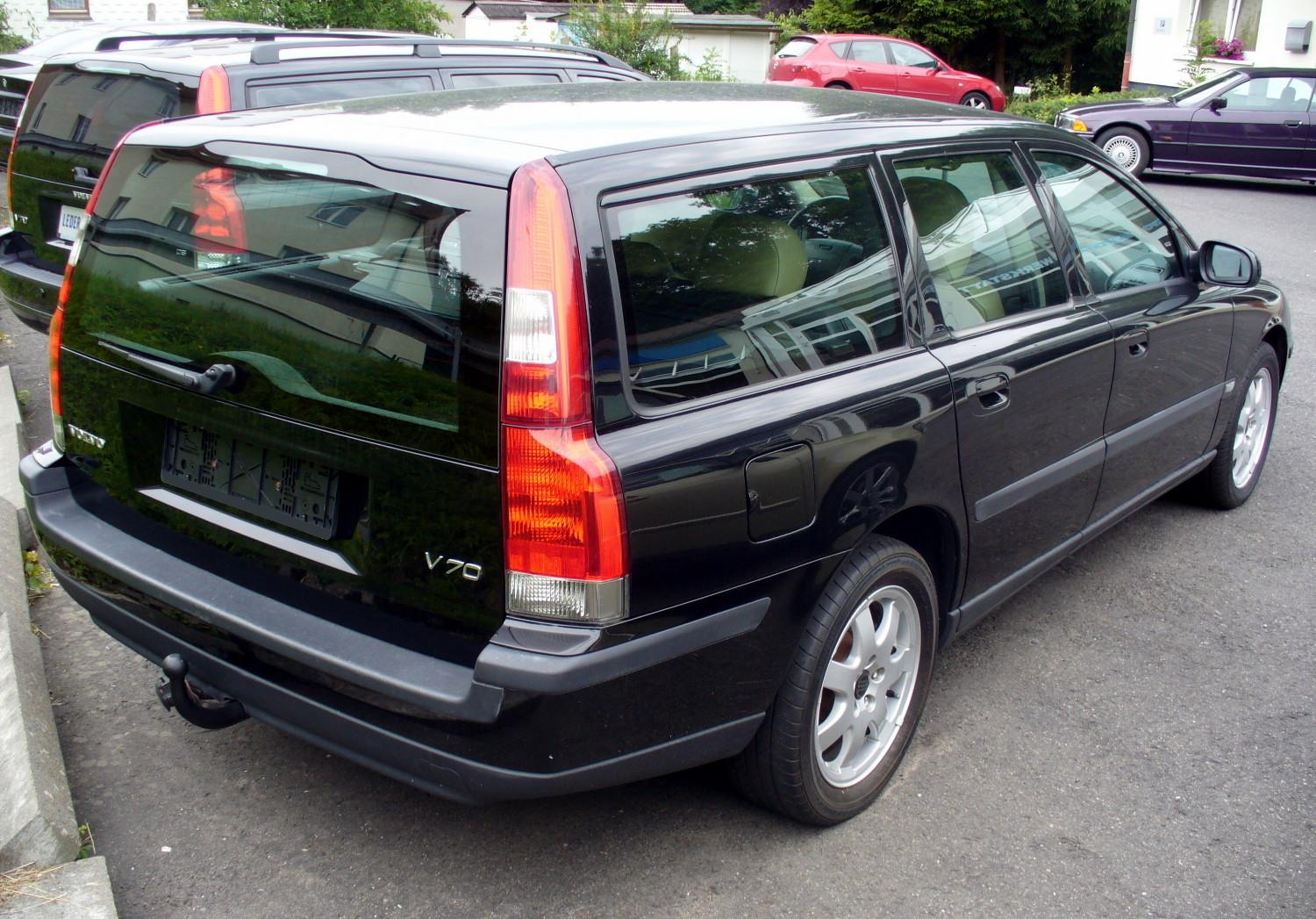
Heckansicht
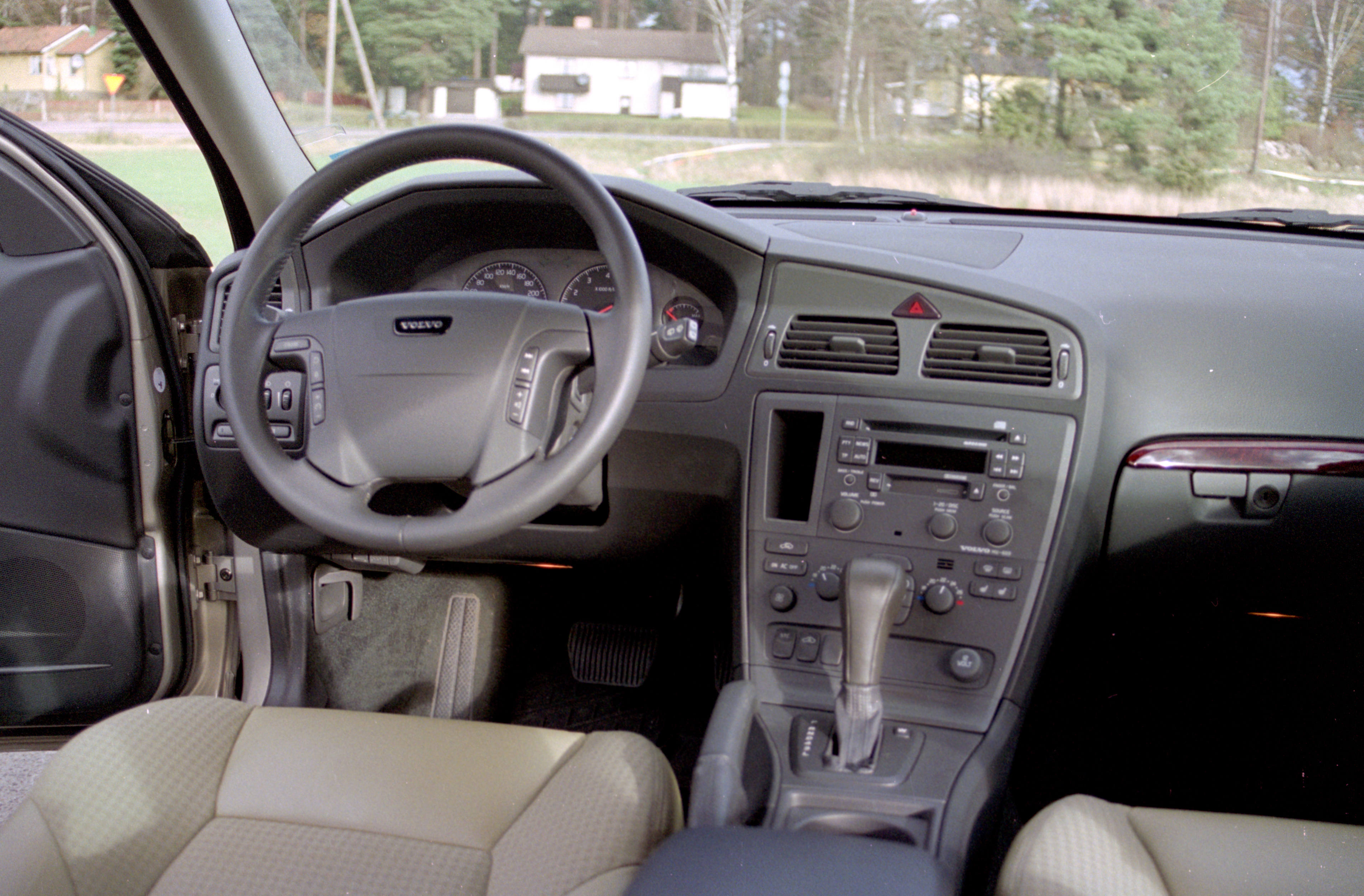
Innenraum

### Weitere Modelle

#### V70 R AWD

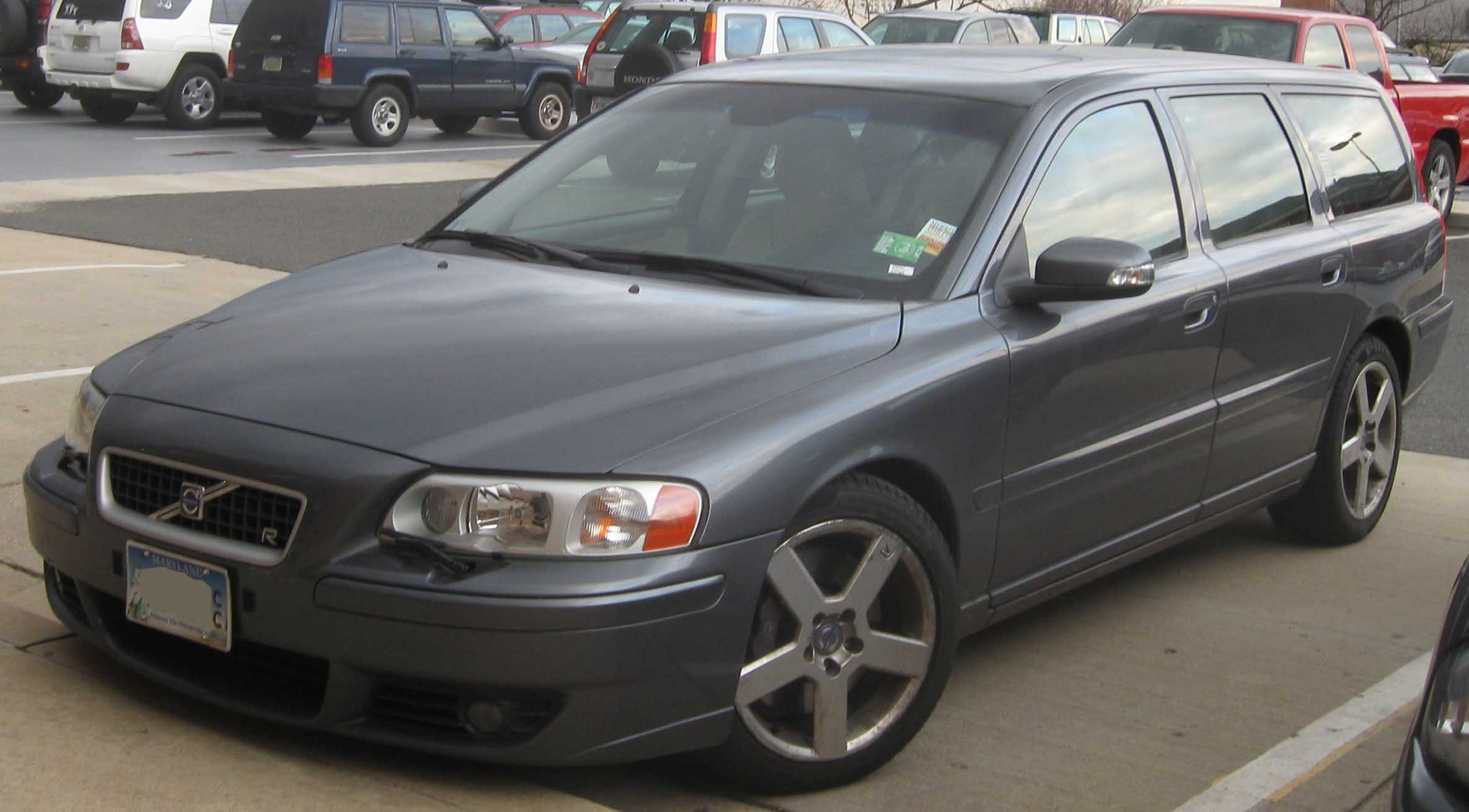
Volvo V70 R AWD (2003–2007)

Außer den vorgenannten Ausstattungslinien gab es ab Frühjahr 2003 auch wieder ein R-Modell des V70 und diesmal auch einen S60 R. Der V70 R AWD der zweiten Generation folgt der Tradition der Volvo R-Modelle 850T5-R, 850 R und dem ersten V70 R der ersten Generation, auch als AWD erhältlich. R steht im Volvo-Sprachgebrauch für Refined. Dabei handelte es sich bei dem V70R AWD der zweiten Generation nicht um eine wie oben beschriebene Ausstattungsvariante, sondern vielmehr um ein komplett geändertes Fahrzeug, basierend auf der V70-II-Plattform, in der zwar gleichen Karosserieform, aber mit vielen Änderungen, von der geschwindigkeitsabhängigen R-spezifischen Lenkung bis hin zur serienmäßigen Ausstattung. Kaum eines der regulären V70-Teile ist zu den R-Modell-Teilen kompatibel. Nur einige Unterschiede zwischen den Modellen im Vergleich zum V70R AWD sind im oberen und unten folgenden Artikel gelistet.
Der V70 R AWD dieser Baureihe hat eine überarbeitete Front mit einer nur am „R“ verwendeten Frontmaske, (geänderte Frontstoßfänger für bessere Kühlung und Aerodynamik), silberne Bi-Xenon-Scheinwerfer, R-typische Fünfspeichen-Räder des Typs Pegasus, (8×17 und 8×18 Zoll jeweils mit 235/45/R17- oder 235/40/R18-Bereifung) mit „R“-Emblem, eine doppelflutige Abgasanlage mit angeschrägten Endrohren, Brembo-4-Kolben-Bremssättel vorne/hinten mit R-Logo, innenbelüftete 330-mm-Bremsscheiben vorne/hinten, DSTC, das aktive Four-C-Fahrwerk mit elektronisch gesteuerten Dämpfern, das den Fahrzustand des Fahrzeuges 500-mal pro Sekunde ermittelt, mit drei Einstellungsmöglichkeiten, Comfort, Sport, Advanced, und ausschließlich mit Allradantrieb. Im Interieur zeigt sich der R mit blauen Instrumenten mit LED-Beleuchtung, teilweise mit Echtleder überzogene Armaturen, drei besonderen nur in der R-Variante erhältlichen Leder- und Farbvarianten sowie besonderen R-Sportsitzen, Sportlenkrad, und weiteren R-spezifischen Details wie der Schaltkulisse.
Der 2,5-l-Reihenfünfzylindermotor mit Hochdruckturbolader KKK 24, zwei Ladeluftkühlern und variabler Ein- und Auslassventilsteuerung (CVVT) leistet ab Werk 220 kW (300 PS). Der „R“-Motor des V70 R AWD hat graphitbeschichtete Kolben mit geänderten Kolbenringen, stärkere geschmiedete Pleuel mit bruchgetrennten Lagerdeckeln, einen anderen Zylinderkopf für bessere Kühlung an Auslassventilen und der Zündkerzen, eine geänderte Ölwanne, und weitere Änderungen.

#### V70Ocean Race
Passend zur von Volvo gesponserten Segelveranstaltung stellte Volvo 2005 den V70 Ocean Race vor. Alle Ocean Race-Modelle wurde in einem speziellen Blauton mit geänderter Innenausstattung und verbesserter Serienausstattung ausgeliefert.

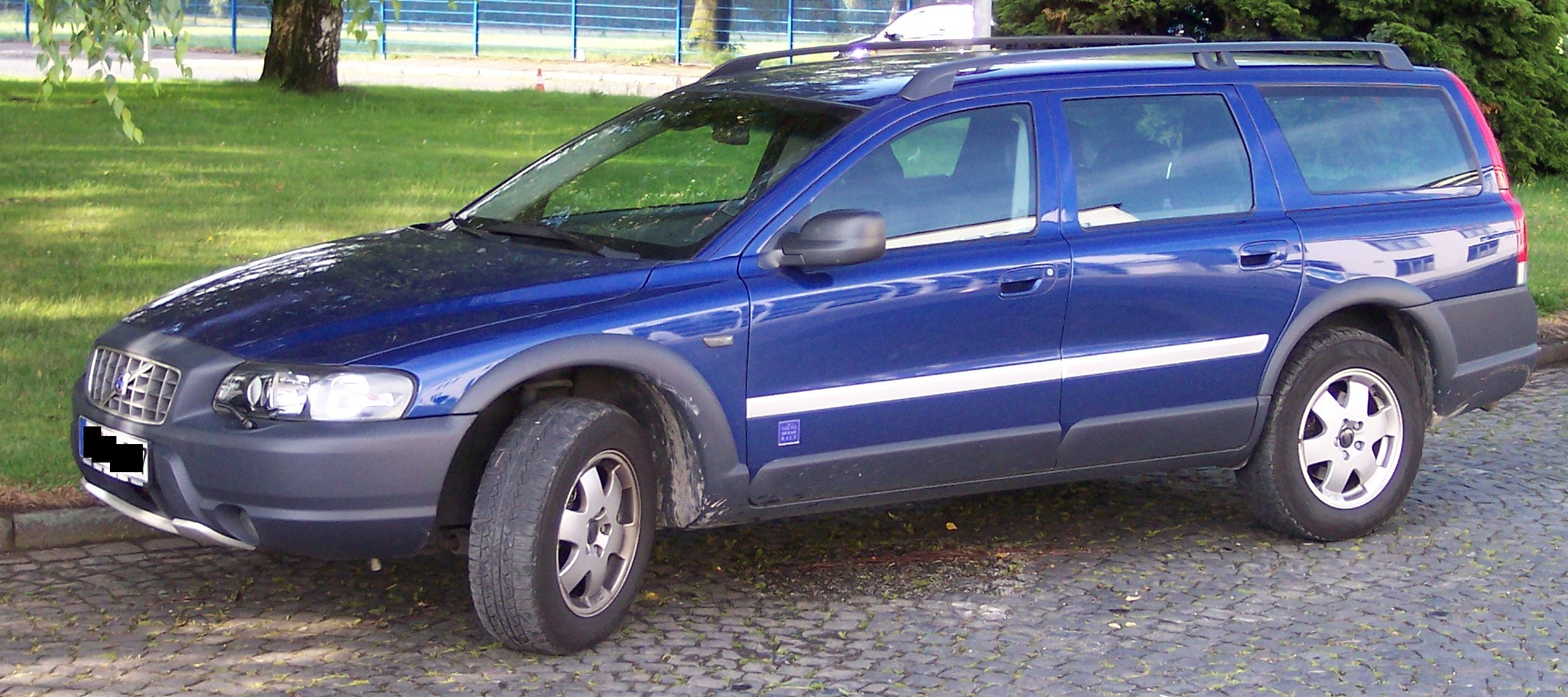
Volvo XC70 Ocean Race (2004)
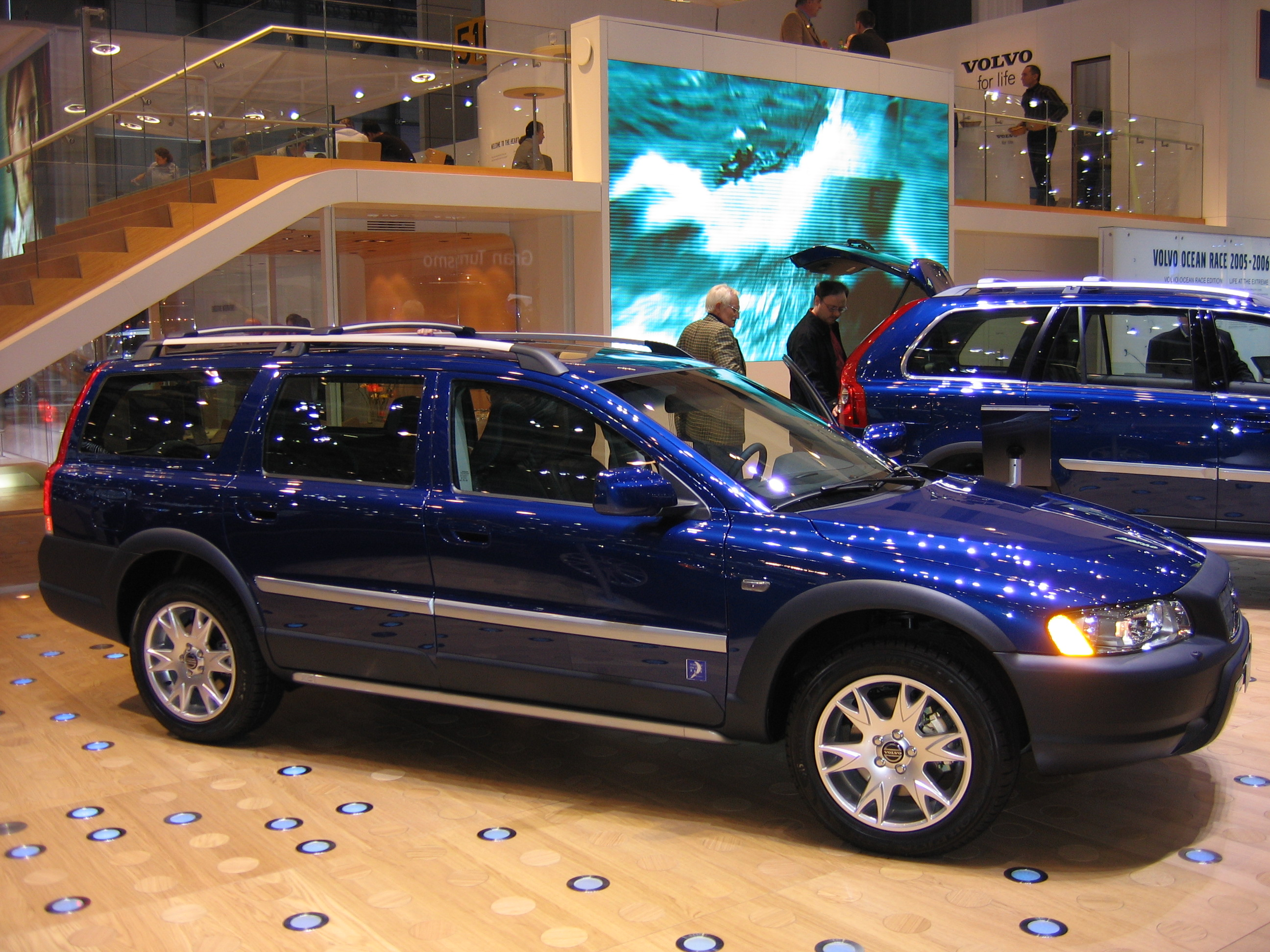
Volvo XC70 Ocean Race (2004–2007)

### Motoren
| Modell        | Hubraum  | Zylinder | Leistung                     | Drehmoment                                                     | Bauzeit         | Bemerkung                    |
| ------------- | -------- | -------- | ---------------------------- | -------------------------------------------------------------- | --------------- | ---------------------------- |
| Ottomotoren   |          |          |                              |                                                                |                 |                              |
| 2.0T          | 1984 cm³ | R5       | 132 kW (180 PS) bei 5300/min | 240 Nm bei 2200–5300/min (bis 2005) 240 Nm bei 1850–5000/min   | 07/2001–07/2007 | mit Turbolader               |
| 2.4           | 2435 cm³ | R5       | 103 kW (140 PS) bei 4500/min | 220 Nm bei 3300/min                                            | 03/2000–07/2007 |                              |
| 2.4           | 2435 cm³ | R5       | 125 kW (170 PS) bei 6000/min | 230 Nm bei 4500/min                                            | 03/2000–07/2007 |                              |
| 2.4T          | 2435 cm³ | R5       | 147 kW (200 PS) bei 6000/min | 285 Nm bei 1800–5000/min                                       | 03/2000–03/2003 | mit Turbolader, auch mit AWD |
| 2.5T          | 2521 cm³ | R5       | 154 kW (210 PS) bei 5000/min | 320 Nm bei 1500–4500/min                                       | 09/2002–07/2007 | mit Turbolader, auch mit AWD |
| T5            | 2319 cm³ | R5       | 184 kW (250 PS) bei 5200/min | 330 Nm bei 2400–5200/min                                       | 03/2000–04/2004 | mit Turbolader               |
| T5            | 2401 cm³ | R5       | 191 kW (260 PS) bei 5500/min | 350 Nm bei 2100–5000/min                                       | 05/2004–07/2007 | mit Turbolader               |
| R             | 2521 cm³ | R5       | 220 kW (300 PS) bei 5500/min | 400 Nm bei 1950–5250/min (350 Nm bei 1850–6000/min bei autom.) | 03/2003–07/2007 | mit Turbolader und AWD       |
| Dieselmotoren |          |          |                              |                                                                |                 |                              |
| 2.4 D         | 2401 cm³ | R5       | 93 kW (126 PS) bei 4000/min  | 300 Nm bei 1750–2250/min                                       | 05/2005–07/2007 | Turbodiesel                  |
| 2.4 D         | 2401 cm³ | R5       | 96 kW (130 PS) bei 4000/min  | 280 Nm bei 1750–3000/min                                       | 12/2001–04/2005 | Turbodiesel                  |
| 2.4 D         | 2401 cm³ | R5       | 120 kW (163 PS) bei 4000/min | 340 Nm bei 1750–2750/min                                       | 03/2003–07/2007 | Turbodiesel, auch mit AWD    |
| 2.5 TDI       | 2461 cm³ | R5       | 103 kW (140 PS) bei 4000/min | 290 Nm bei 1900/min                                            | 03/2000–12/2000 | Turbodiesel, Motor von Audi  |
| D5            | 2401 cm³ | R5       | 120 kW (163 PS) bei 4000/min | 340 Nm bei 1750–3000/min                                       | 12/2001–04/2004 | Turbodiesel, auch mit AWD    |
| D5            | 2401 cm³ | R5       | 136 kW (185 PS) bei 4000/min | 400 Nm bei 2000–2750/min                                       | 05/2004–07/2007 | Turbodiesel, auch mit AWD    |
| Bi-Fuel       |          |          |                              |                                                                |                 |                              |
| 2.4           | 2435 cm³ | R5       | 103 kW (140 PS) bei 5800/min | 220 Nm bei 3750/min (192 Nm bei 4000/min CNG)                  | 09/2001–07/2007 | Benzin / CNG                 |

## V70 (Typ B, 2007–2016)
Im Sommer 2007 wurde die dritte Generation des V70 vorgestellt, während die weitgehend baugleiche Limousine als Volvo S80 verkauft wurde. Der V70 wurde um 11 cm auf 4,82 m gestreckt und neue technische Entwicklungen, beispielsweise eine Bergabfahrhilfe, die mit der Fernbedienung automatisch zu öffnende Heckklappe, das sogenannte BLIS-System, adaptives Bremslicht und ein Abstandsregeltempomat waren erhältlich.
Im Angebot standen zunächst ein Reihensechszylinder-Ottomotor mit 3192 cm³ Hubraum und 175 kW (238 PS) sowie ein turboaufgeladener Reihensechszylinder mit 2953 cm³ und 210 kW (285 PS). Der 2,4-l-Fünfzylinder-Dieselmotor war zunächst mit 120 kW (163 PS) und mit 136 kW (185 PS) erhältlich. Im Herbst 2007 wurde ein 2,0-l-Vierzylinder-Diesel vom PSA-Konzern (Peugeot/Citroen), den auch Ford übernommen hatte, mit 100 kW (136 PS) nachgeschoben (PSA DW10). Der große Ottomotor wird serienmäßig mit einem 6-Stufen-Automatikgetriebe angeboten, für die Diesel gibt es das Automatikgetriebe als Option – Serie ist ein 6-Gang-Schaltgetriebe.

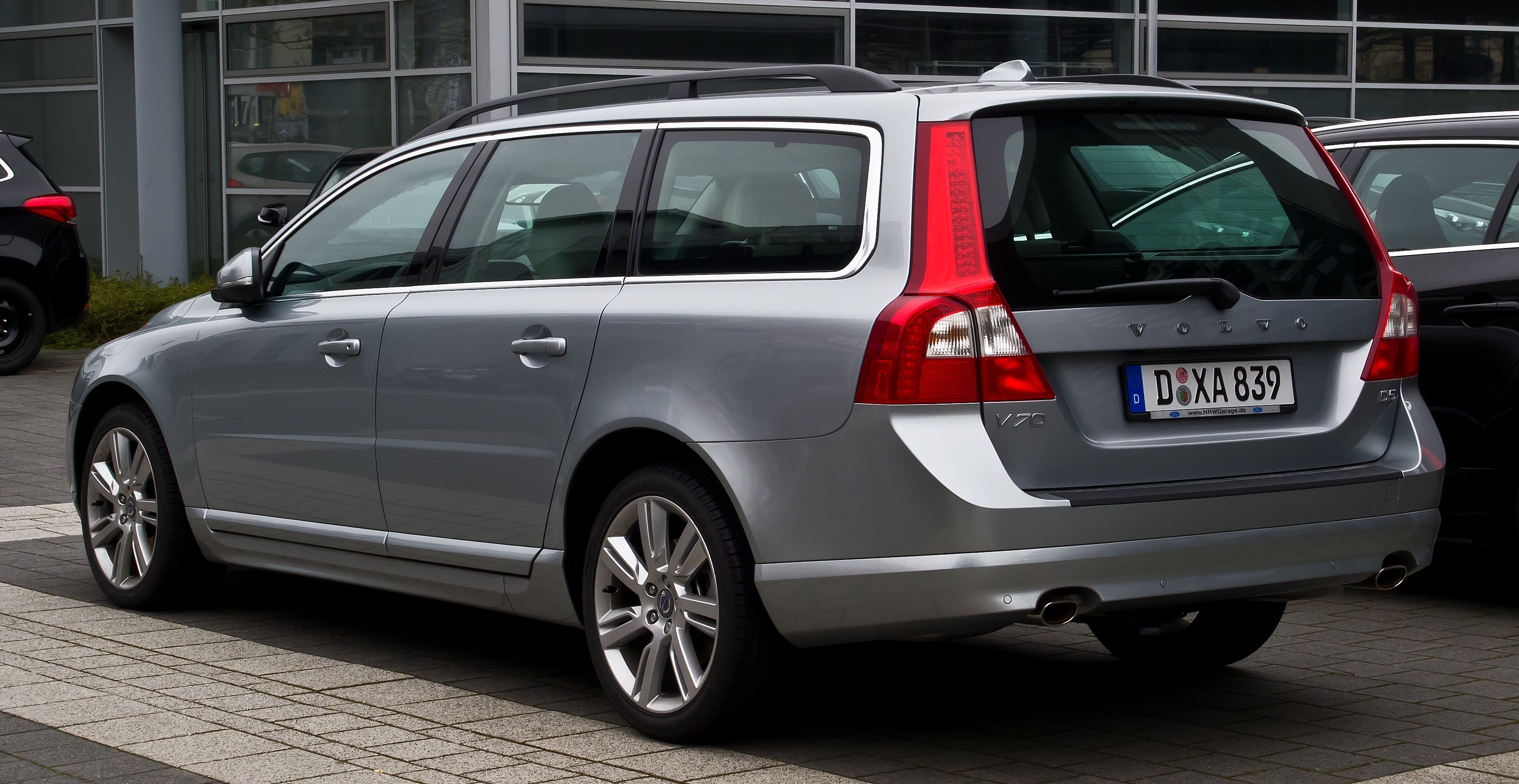
Heckansicht

In der dritten Generation wurde der bivalente Erdgas-Antrieb (bi-fuel) nicht mehr angeboten, da sich die Verkaufszahlen – mit Ausnahme des Erdgas-Booms in Deutschland – nicht hinreichend entwickelten. Als Ersatz wurde für Ottomotoren das Flexifuel-Konzept eingeführt, das eine beliebige Beimischung von Bio-Ethanol (E85) erlaubt.
In Schweden wird seit 2009 der V70 2.5FT AFV angeboten und kann direkt bei Volvo bestellt werden. Dabei handelt es sich um einen V70 mit FlexiFuel-Motor und nachgerüsteter Prins-Erdgasanlage. Der Hersteller AFV rüstet die Wagen in den Werkshallen von Volvo in Torslanda nach.
Ab Mitte 2009 wurden überarbeitete Versionen der Fünfzylinder-Diesel angeboten. Die 120-kW-Variante wurde durch eine sparsamere mit 129 kW ersetzt, wobei das Drehmoment auf 420 Nm gesteigert wurde (vorher 400 Nm). Der D5 mit 136 kW wurde durch eine neue Version mit Registerturboaufladung und 151 kW ersetzt. Wahlweise ist der Motor mit einem 6-Stufen-Automatikgetriebe gekoppelt, das beim D5 AWD zum Serienumfang gehört. Des Weiteren gibt es seit dem Modelljahr 2010 eine verbrauchsoptimierte Dieselversion. Der 1.6D leistet zunächst 80 kW (109 PS) und hat die Bezeichnung DRIVe, mit der Volvo verbrauchsoptimierte Dieselversionen bezeichnet (schmälere Reifen, Karosserie tiefergelegt, längere Gangübersetzung und weitere Detailmodifikationen).
Der Kofferraum des Volvo V70 fasst 575 Liter, bei umgelegter Rückbank 1600 Liter.
Die 3. Generation wurde in den Ausstattungslinien Kinetic (Standard-Variante mit Stoffsitzen, 16-Zoll-Leichtmetallrädern, 2-Zonen-Klimaautomatik, Lederlenkrad, Alu-Zierleisten), Momentum (gehobene Variante mit Ledersitzen, 17-Zoll-Rädern, Xenon-Scheinwerfern) und Summum (Luxus-Variante mit höherwertiger Tachoeinheit, zusätzlichen Zierelemente usw.) angeboten.

### Modellpflege
Mitte 2011 wurde im Rahmen der ersten Pflege innen vor allem das Armaturenbrett überarbeitet. Ein stets serienmäßiges, zentrales Infodisplay mit 7 Zoll ersetzt den bisherigen ausfahrbaren Navi-Bildschirm (bei Fahrzeugen ohne Navi 5,5 Zoll groß). Der kleine Bildschirm auf der Schalttafel entfiel, viele Schalter wurden anders angeordnet. Ferner wurden die Seitenspiegel verändert und mit LED-Blinkern ausgestattet. Alle Fahrzeuge bekamen Chromzierleisten an den Seitenscheiben und in Wagenfarbe lackierten Seiten- und Heckschürzen.
Mitte 2013 wurde der V70 einem Facelift und weiteren Verfeinerungen unterzogen. Dabei erhielt der nunmehr rundere Kühlergrill vier verchromte horizontale Lamellen sowie eine filigranere Chrom-Umrandung. Ebenso wurde der untere Teil der Frontschürze überarbeitet, so dass die Trennung des mittleren Lufteinlasses von den äußeren aufgehoben wurde und diese Einheit durch zwei durchgehende horizontale Chromleisten betont wird. Dabei wurden die Nebelscheinwerfer eckig statt rund. Beim Kinetic entfiel neben dem Chromzierrat an den Fensterrahmen die bisher serienmäßige elektrische Heckklappe.
Ein Charakteristikum der Facelift-Version am Heck sind neben neu gestalteten Stoßfängern die Chromleisten unter den Heckleuchten sowie unter dem Volvo-Schriftzug. Die Heckleuchten behielten ihre äußere Form zwar bei, die Beleuchtungsfunktionen wurden aber innen neu geordnet.
Am 25. April 2016 stellte Volvo die Produktion des V70 ein. Nachfolger ist der V90.

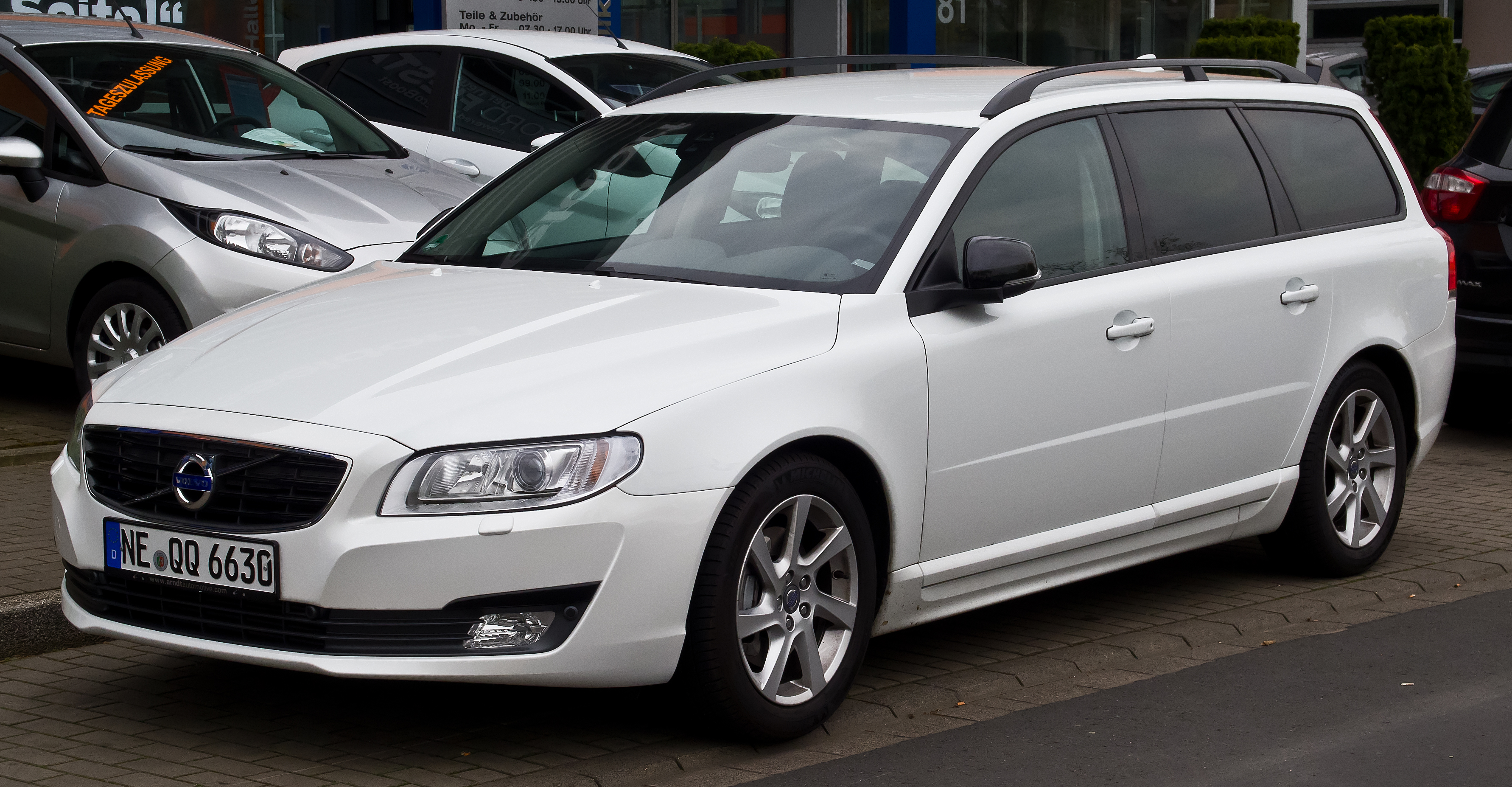
Volvo V70 (2013–2016)
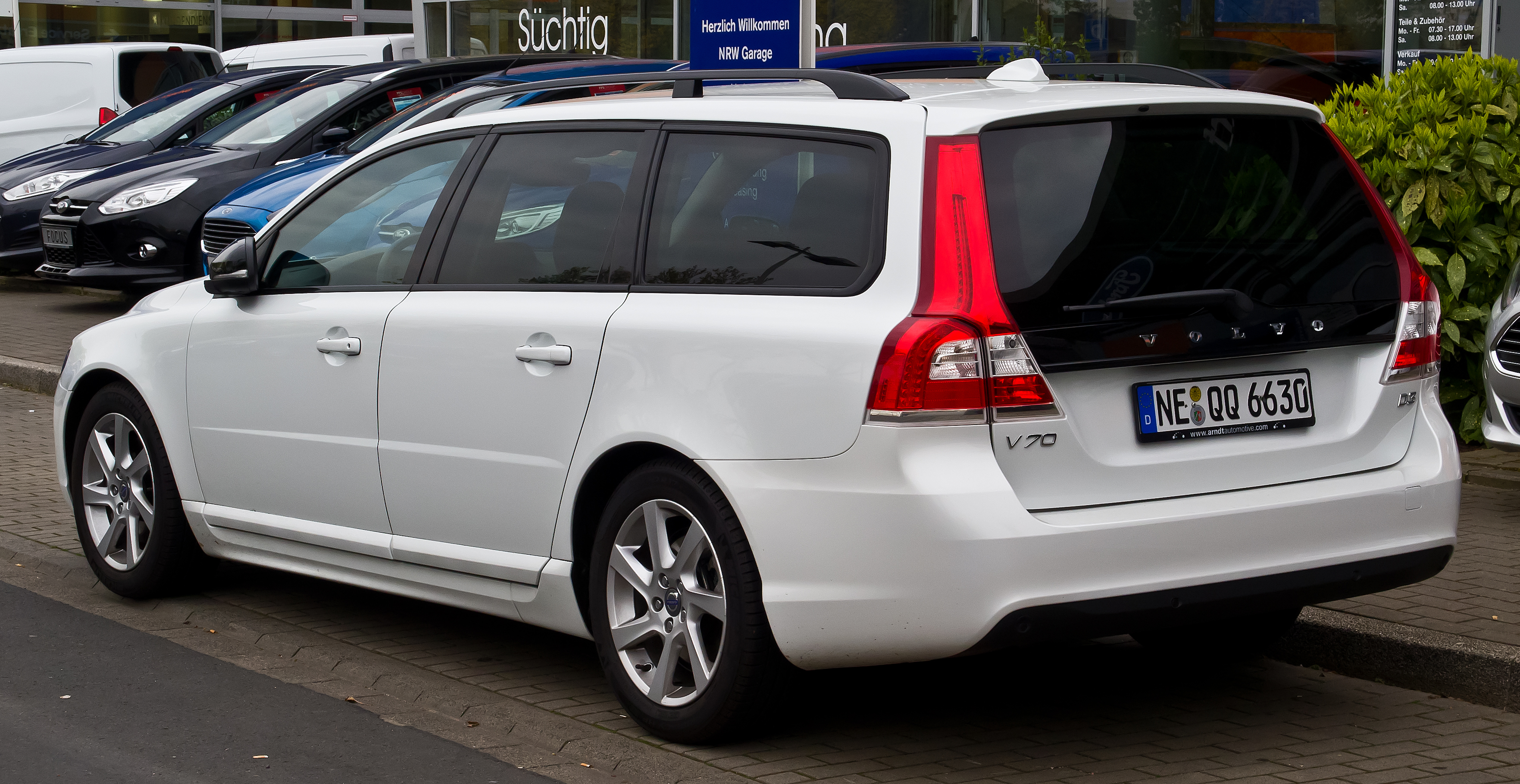
Heckansicht

### Motoren
| Modell          | Hubraum  | Zylinder | Leistung                  | Drehmoment                              | Bauzeitraum     | Bemerkung                                                  |
| --------------- | -------- | -------- | ------------------------- | --------------------------------------- | --------------- | ---------------------------------------------------------- |
| Ottomotoren     |          |          |                           |                                         |                 |                                                            |
| T4              | 1595 cm³ | R4       | 132 kW (180 PS)/5700      | 240 Nm/ 1600–5000                       | 10/2010–04/2015 | mit Turbolader                                             |
| T4              | 1969 cm³ | R4       | 140 kW (190 PS)/4700      | 300 Nm/ 1300–4000                       | 04/2015–04/2016 | mit Turbolader                                             |
| T5              | 1969 cm³ | R4       | 180 kW (245 PS)/5500      | 350 Nm/ 1500–4800                       | 04/2015–04/2016 | mit Turbolader                                             |
| 2.0             | 1999 cm³ | R4       | 107 kW (145 PS)/6000      | 190 Nm/ 4500                            | 08/2007–10/2010 |                                                            |
| 2.0F DRIVe      | 1999 cm³ | R4       | 107 kW (145 PS)/6000      | 190 Nm/ 4500                            | 09/2009–10/2010 | FlexiFuel-Motor, Superkraftstoff / Bioethanol E85          |
| 2.0 T           | 1999 cm³ | R4       | 149 kW (203 PS)/6000      | 300 Nm/ 1750–4000                       | 10/2010–05/2011 | mit Turbolader                                             |
| T5              | 1999 cm³ | R4       | 177 kW (240 PS)/5500      | 320 Nm/ 1800–5000                       | 10/2010–03/2015 | mit Turbolader                                             |
| 2.5 T           | 2521 cm³ | R5       | 147 kW (200 PS)/4800      | 300 Nm/ 1500–4500                       | 08/2007–04/2009 | mit Turbolader                                             |
| 2.5 FT          | 2521 cm³ | R5       | 147 kW (200 PS)/4800      | 300 Nm/ 1500–4500                       | 08/2007–04/2009 | FlexiFuel-Motor, Superkraftstoff / Bio-Ethanol, E85, Turbo |
| 2.5 T           | 2521 cm³ | R5       | 170 kW (231 PS)/4800      | 340 Nm/ 1700–4800                       | 04/2009–10/2010 | mit Turbolader                                             |
| 2.5FT DRIVe     | 2521 cm³ | R5       | 170 kW (231 PS)/4800      | 340 Nm/ 1700–4800                       | 04/2009–10/2010 | FlexiFuel-Motor, Superkraftstoff / Bio-Ethanol, E85, Turbo |
| 3.2 (AWD)       | 3192 cm³ | R6       | 175 kW (238 PS)/6200      | 320 Nm/ 3200                            | 08/2007–04/2009 | auch mit Allrad                                            |
| 3.2 (AWD)       | 3192 cm³ | R6       | 179 kW (243 PS)/6400      | 320 Nm/ 3200                            | 04/2009–04/2012 | auch mit Allrad                                            |
| T6 AWD          | 2953 cm³ | R6       | 210 kW (286 PS)/5600      | 400 Nm/ 1500–4800                       | 08/2007–04/2009 | nur mit Allrad, Turbo                                      |
| T6 AWD          | 2953 cm³ | R6       | 224 kW (305 PS)/5600      | 440 Nm/ 2100–4200                       | 04/2010–03/2015 | nur mit Allrad, Turbo                                      |
| T5 AWD          | 2497 cm³ | R5       | 187 kW (253 PS)/5400      | 360 Nm/ 1800–4200                       | 11/2013–04/2016 | nur mit Allrad, Turbo                                      |
| Dieselmotoren   |          |          |                           |                                         |                 |                                                            |
| 1.6 D DRIVe     | 1560 cm³ | R4       | 80 kW (109 PS)/4000       | 240 Nm/ 1750                            | 04/2009–10/2010 |                                                            |
| 1.6 DRIVe/D2 1  | 1560 cm³ | R4       | 84 kW (114 PS)/3600       | 270 Nm/ 1750–2500                       | 05/2011–03/2015 |                                                            |
| D2              | 1969 cm³ | R4       | 88 kW (120 PS)/3750       | 280 Nm/ 1500–2250                       | 04/2015–04/2016 |                                                            |
| D3              | 1969 cm³ | R4       | 110 kW (150 PS)/3750      | 320 Nm/ 1750–3000                       | 04/2015–04/2016 |                                                            |
| 2.0 D           | 1998 cm³ | R4       | 100 kW (136 PS)/4000      | 320 Nm/ 2000                            | 08/2007–04/2010 |                                                            |
| D3              | 1984 cm³ | R5       | 100 kW (136 PS)/3500      | 350 Nm/ 1500–2250                       | 05/2012–03/2015 |                                                            |
| D3/D4 2         | 1984 cm³ | R5       | 120 kW (163 PS)/3500      | 400 Nm/ 1500–2750                       | 05/2010–04/2014 |                                                            |
| D4 AWD          | 1984 cm³ | R5       | 120 kW (163 PS)/3500      | 420 Nm/ 1500–2500                       | 04/2013–10/2013 | mit Allrad                                                 |
| D4              | 1969 cm³ | R4       | 133 kW (181 PS)/4250      | 400 Nm/ 1750–2500                       | 11/2013–03/2016 |                                                            |
| D4 AWD          | 2400 cm³ | R5       | 120 kW (163 PS)/4000      | 420 Nm/ 1500–2500                       | 05/2012–04/2013 | mit Allrad                                                 |
| 2.4 D           | 2400 cm³ | R5       | 120 kW (163 PS)/4000      | 340 Nm/ 1750–2750                       | 08/2007–04/2009 |                                                            |
| 2.4 D           | 2400 cm³ | R5       | 129 kW (175 PS)/3000–4000 | 420 Nm/ 1500–2750                       | 04/2009–05/2010 |                                                            |
| D4 AWD          | 2400 cm³ | R5       | 133 kW (181 PS)/4000      | 420 Nm/ 1500–2500                       | 06/2013–04/2016 | mit Allrad                                                 |
| D5 (AWD)        | 2400 cm³ | R5       | 136 kW (185 PS)/4000      | 400 Nm/ 2000–2750                       | 08/2007–04/2009 | auch mit Allrad                                            |
| D5 (AWD)        | 2400 cm³ | R5       | 151 kW (205 PS)/4000      | 420 Nm/ 1500–3250                       | 04/2009–05/2011 | auch mit Allrad                                            |
| D5              | 2400 cm³ | R5       | 158 kW (215 PS)/4000      | 420 Nm/ 1500–3250 [440 Nm/ 1500–3000] 3 | 05/2011–03/2015 | auch mit Automatik                                         |
| D5 AWD          | 2400 cm³ | R5       | 158 kW (215 PS)/4000      | 440 Nm/ 1500–3000                       | 05/2011–03/2015 | mit Allrad                                                 |
| D5 Polestar     | 2400 cm³ | R5       | 169 kW (230 PS)/4000      | 470 Nm/ 1750-2250                       | 05/2011–03/2015 | auch mit Automatik                                         |
| D5 Polestar AWD | 2400 cm³ | R5       | 169 kW (230 PS)/4000      | 470 Nm/ 1750-2250                       | 05/2011–03/2015 | mit Allrad und Automatik                                   |

 als D4 bis 04/2014 parallel zum neuen D4 (133 kW /181 PS) angeboten